# Melody (cantora espanhola)
María Melodía Ruiz Gutiérrez (Dos Hermanas, 18 de outubro de 1990), mais conhecida como Melody, é uma cantora, compositora, atriz e modelo espanhola. Ganhou popularidade aos 10 anos com a sua canção «El baile del gorila», um dos maiores êxitos do verão de 2001 em Espanha e na América Latina. Lançou seis álbuns e numerosos singles. Representou Espanha no Festival Eurovisão da Canção de 2025 em Basileia, na Suíça, com a canção «Esa Diva».

## Biografia
María Melodía Ruiz Gutiérrez nasceu a 12 de outubro de 1990, em Dos Hermanas, uma vila perto de Sevilha, na Andaluzia. A sua família tem fortes laços com a música; o seu pai e alguns outros membros da família tocavam numa banda de fiesta de Sevilha chamada Los Kiyos, um grupo de crianças cantoras semelhante aos The Jackson 5.
Melody aprendeu a cantar antes de conseguir falar. Aos seis anos, disse à sua mãe que tinha nascido para cantar e dançar. A mãe tentou desencorajá-la, dizendo que a música era uma profissão difícil, mas ela persistiu.

## Carreira
O seu primeiro álbum intitulado De pata negra, alcançou sucesso em Espanha e permitiu-lhe embarcar em digressões internacionais pela América Latina e pelos Estados Unidos. Colaborou com outros artistas, como Andy e Lucas, tornando-se famosa desde muito cedo. De pata negra foi seguido pelos álbuns: Muévete (2002) TQM (2003), Melodía (2004) com o maxisingle La Novia Es Chiquita.
Em 2013, participou na terceira edição do concurso de talentos Tu cara me suena, tendo ficado em segundo lugar.
A 12 de novembro de 2024, Melody foi anunciada como um dos 16 artistas escolhidos para participar no Benidorm Fest 2025. Através deste evento é escolhido o próximo representante de Espanha para o Festival Eurovisão da Canção de 2025. Competiu com a canção intitulada «Esa Diva», composta por Alberto Fuentes Lorite. Foi publicada em todas as plataformas a 18 de dezembro de 2024.
A 1 de fevereiro de 2025 venceu a final do Benidorm Fest 2025 e representará assim a Espanha no Festival Eurovisão da Canção de 2025, que se realizará em Basileia, na Suíça.

## Discografia

### Álbuns
- 2001 - De pata negra
- 2002 - Muévete
- 2003 - T.Q.M.
- 2004 - Melodía
- 2008 - Los buenos días
- 2014 - Mucho camino por andar

### Singles
- 2024 - Esa Diva

## Vida privada
Melody namora o jogador de voleibol, empresário e modelo argentino Ignacio Batallán, com quem teve um filho chamado Cairo Batallán Ruiz em fevereiro de 2024.